# Oestrich-Winkel
Oestrich-Winkel este un oraș din landul Hessa, Germania.

## Galerie de imagini

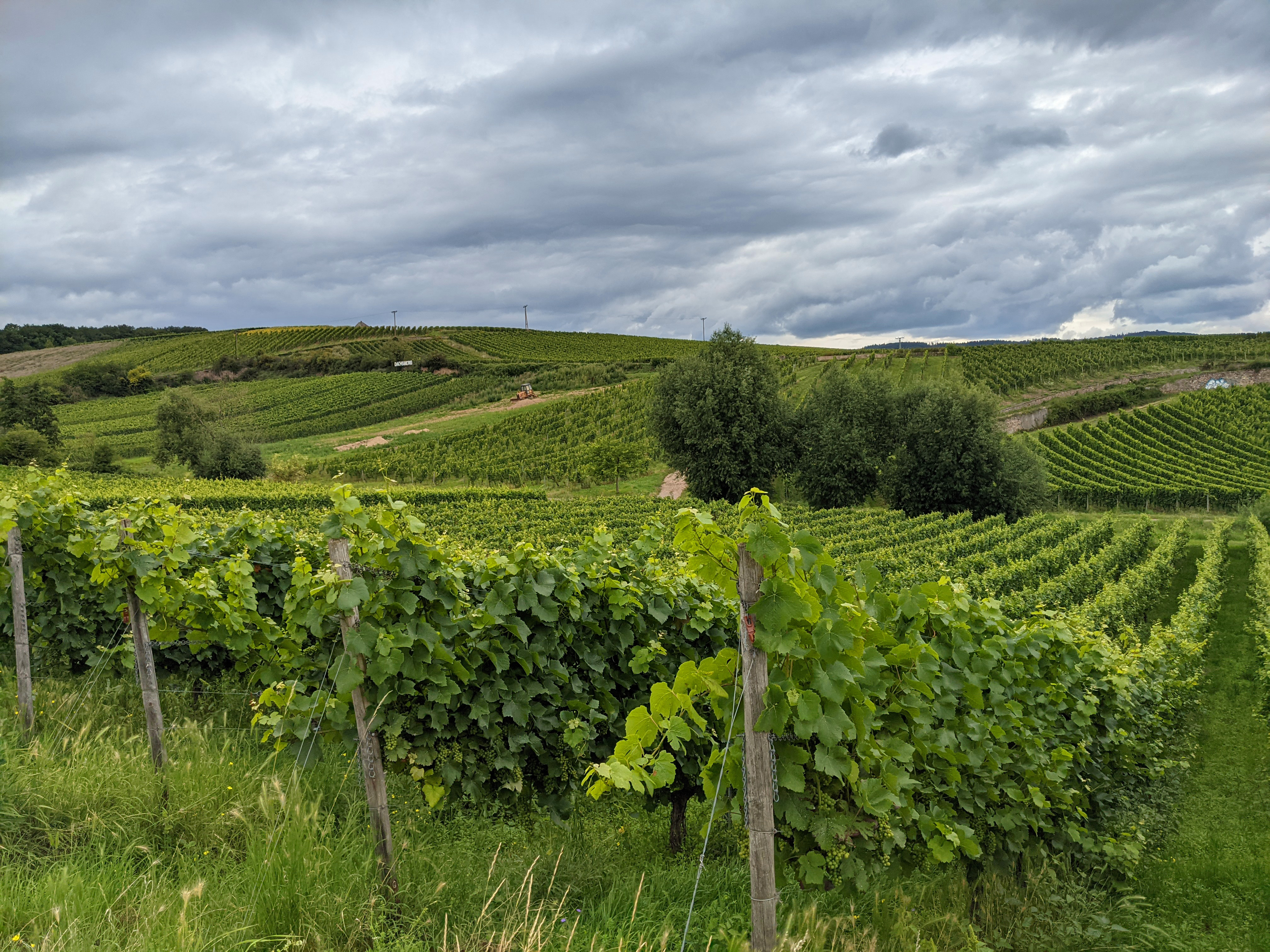
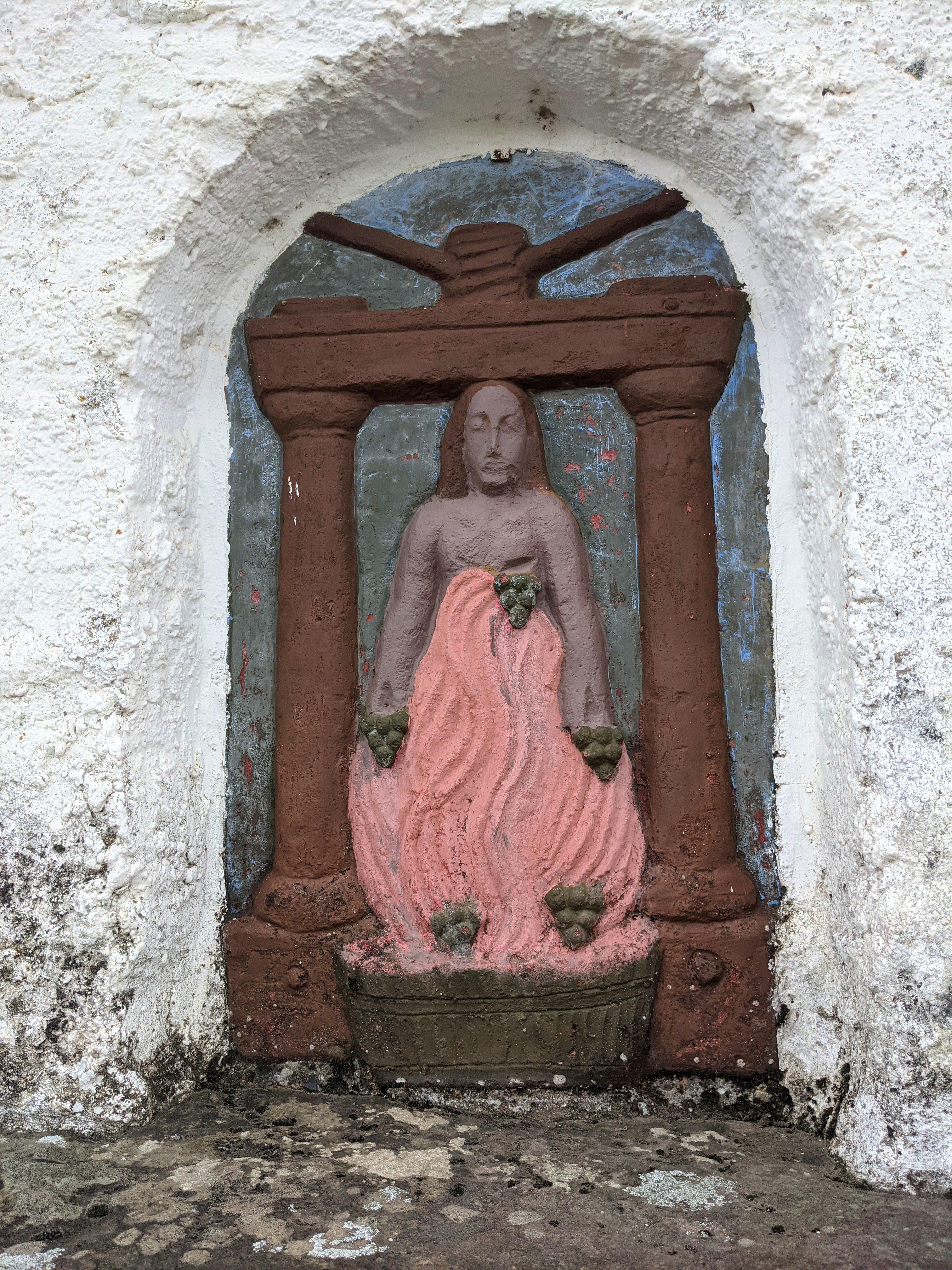
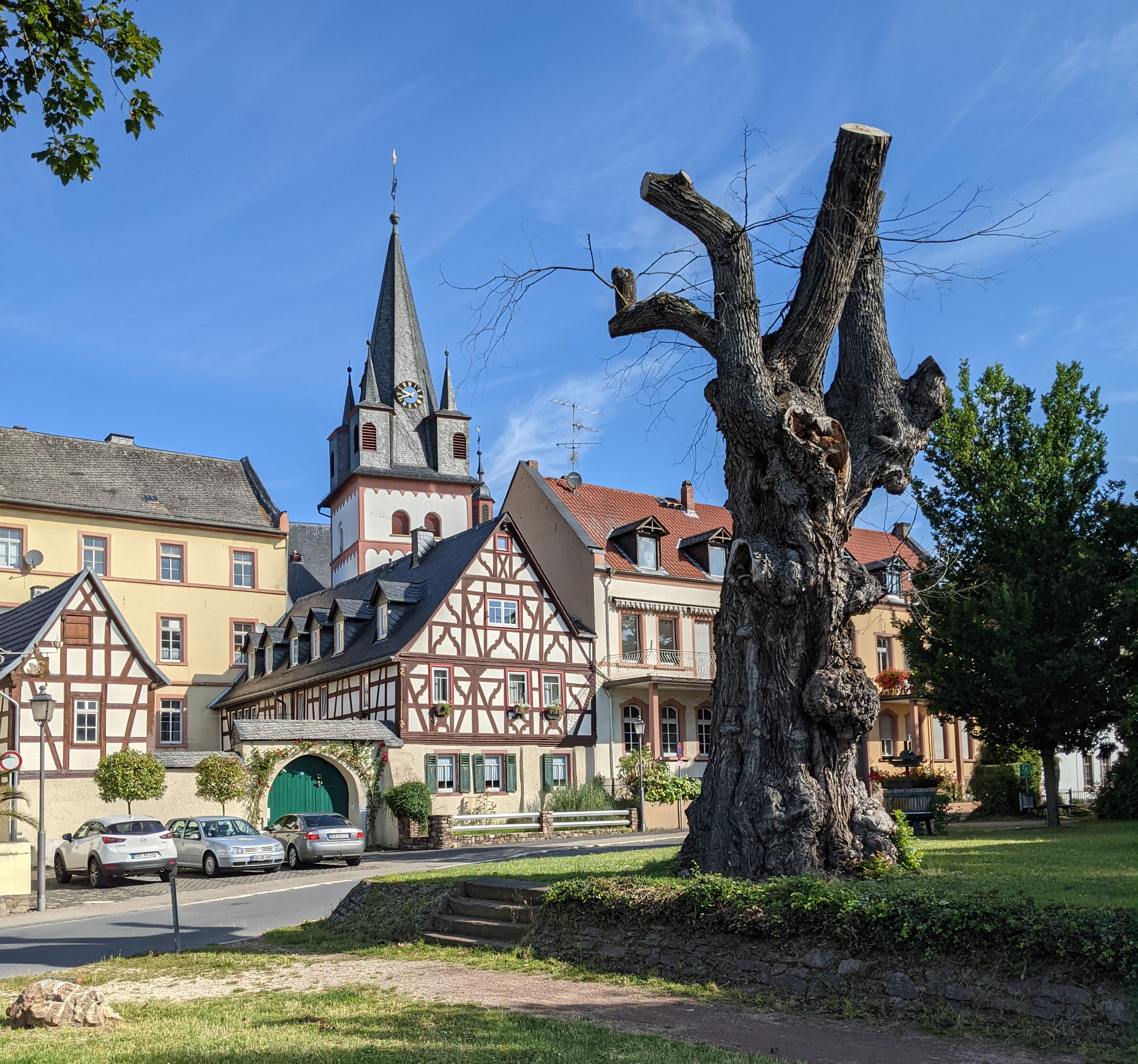
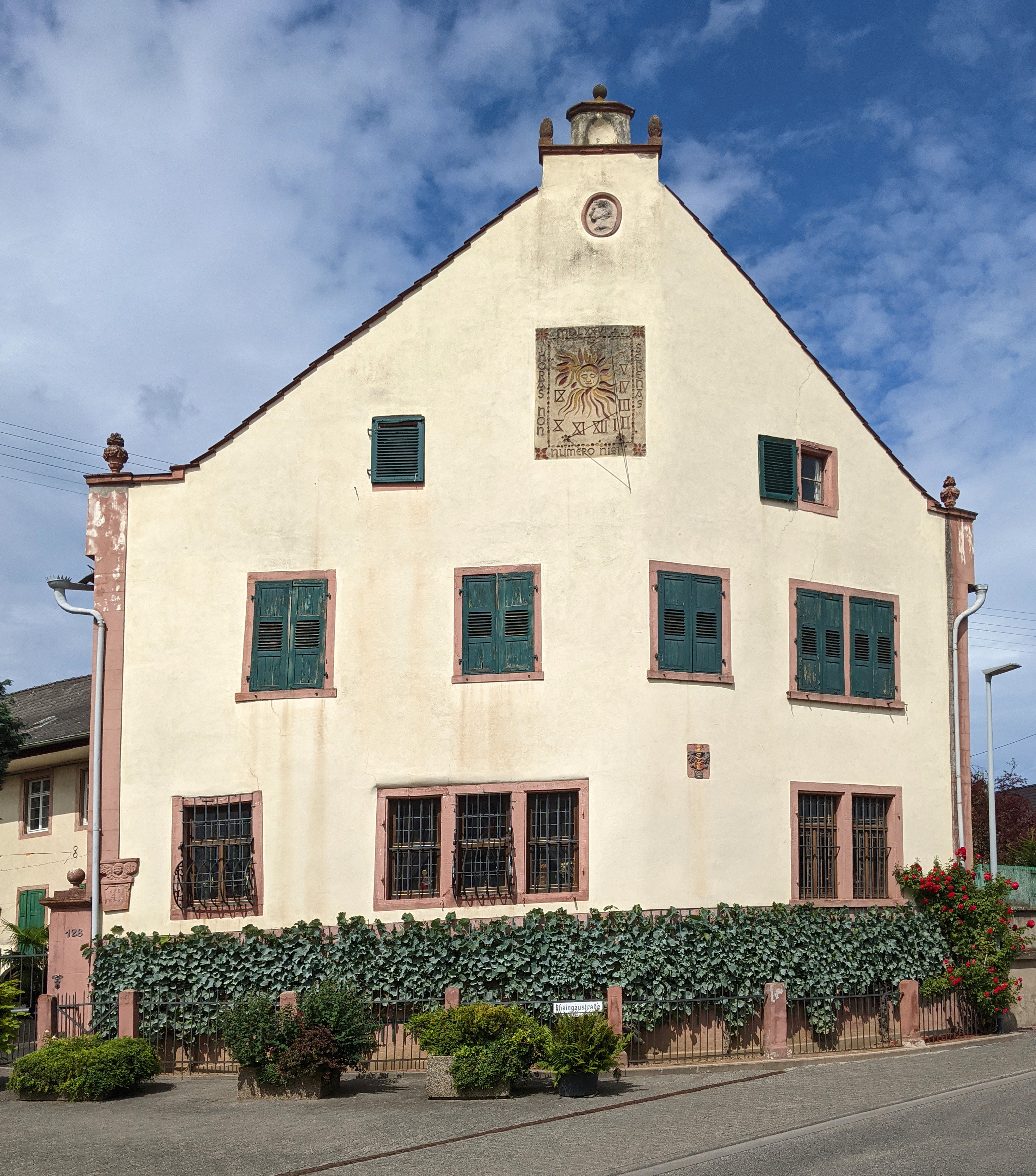
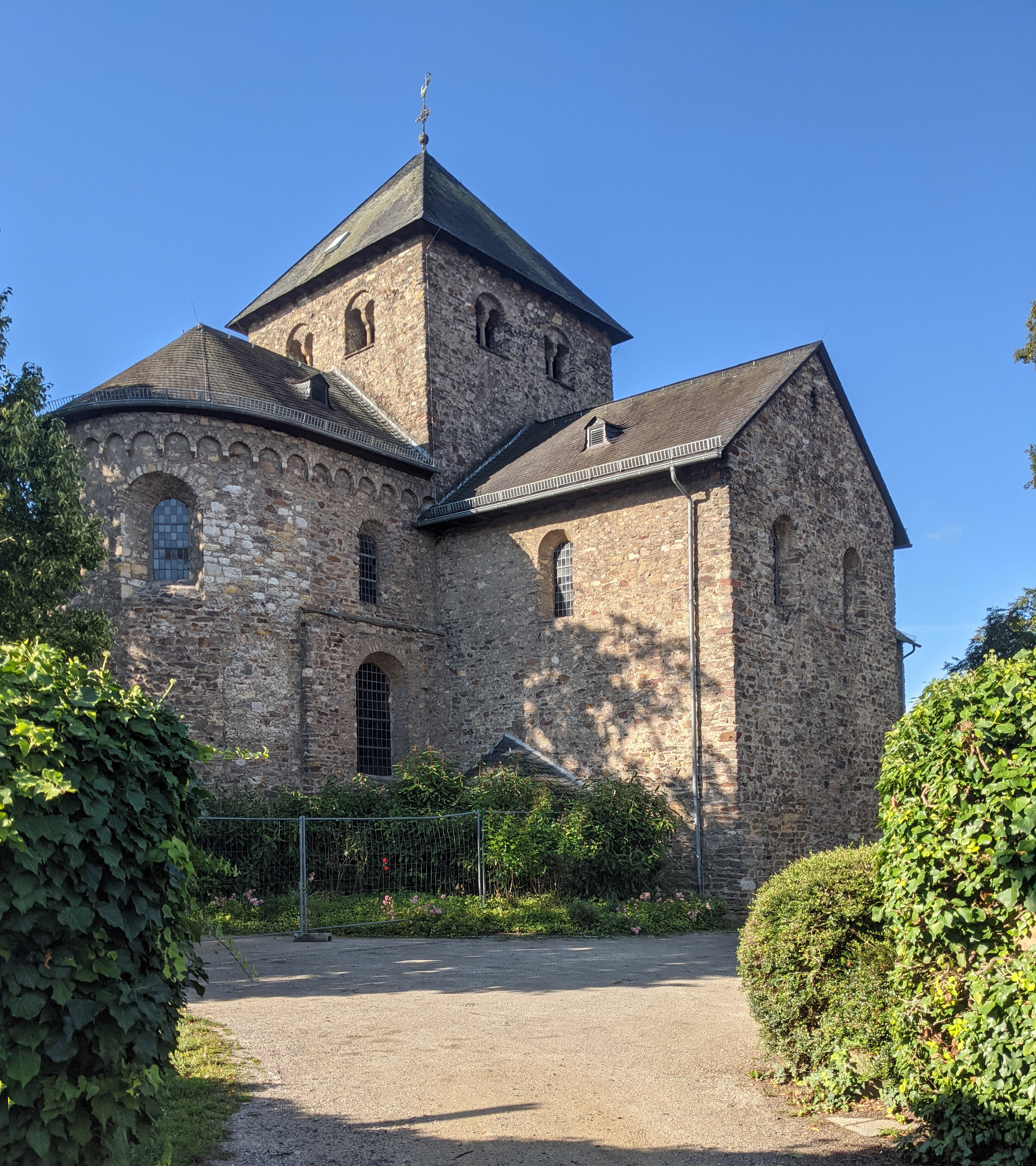
Biserica Sfântul Egidiu
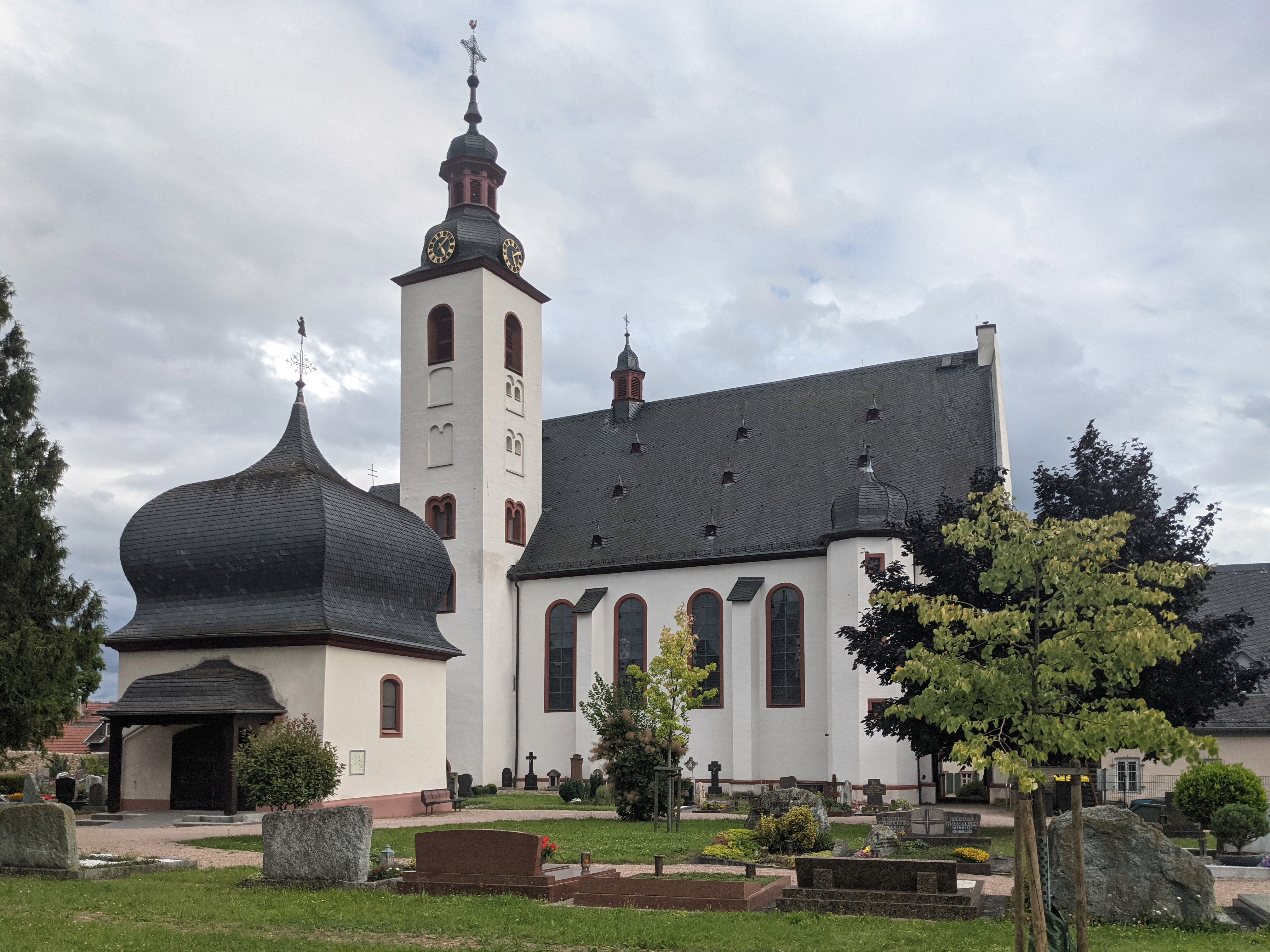
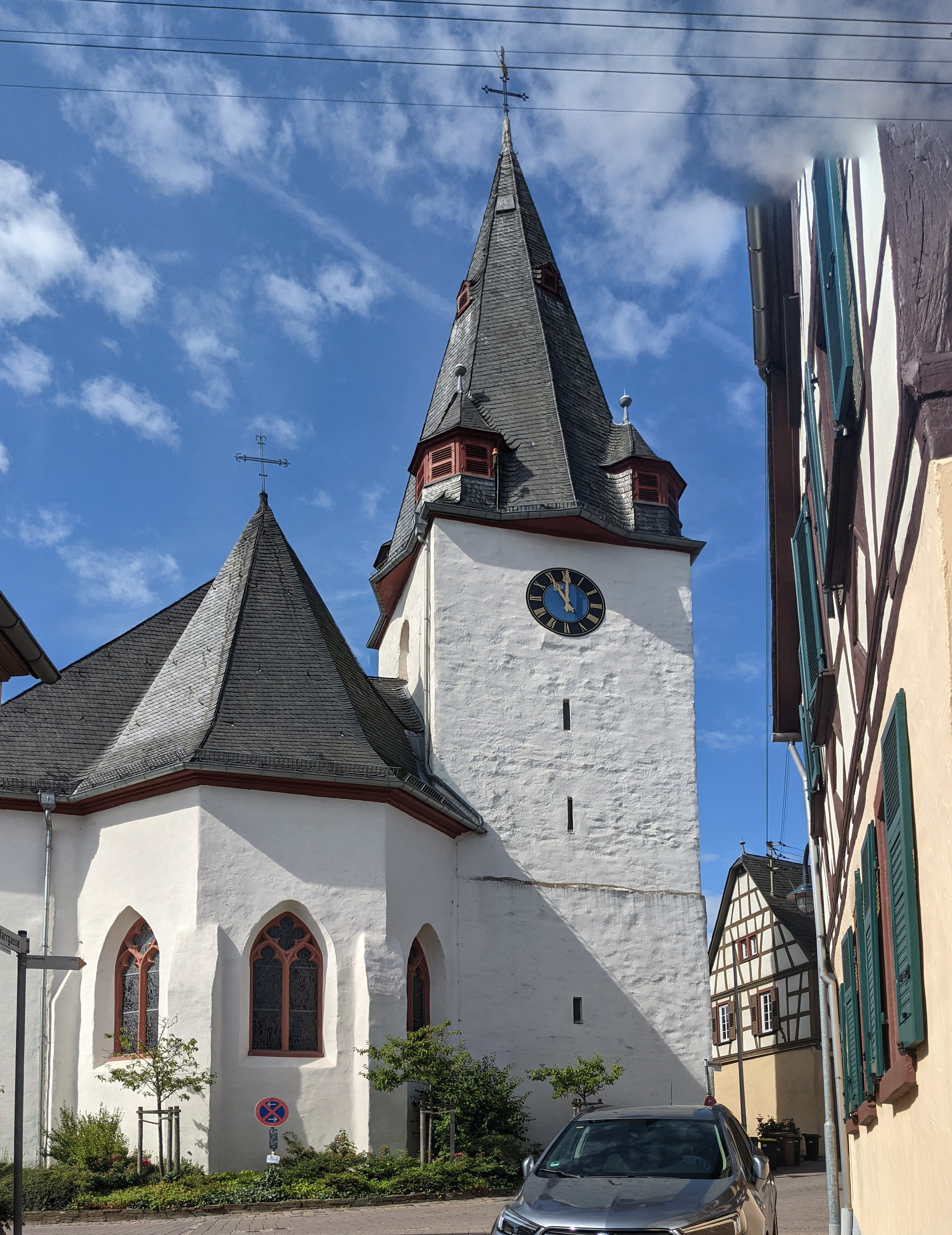
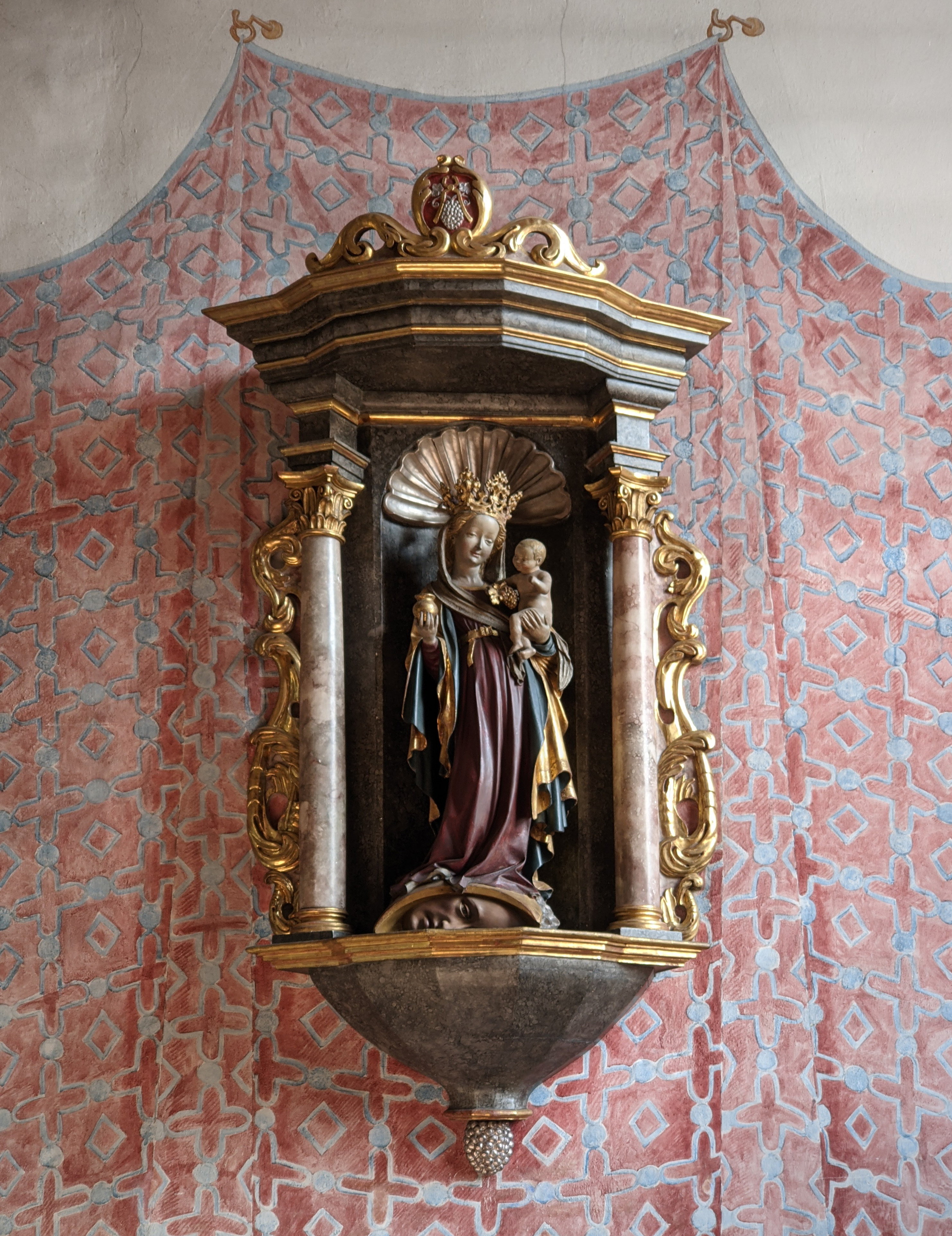
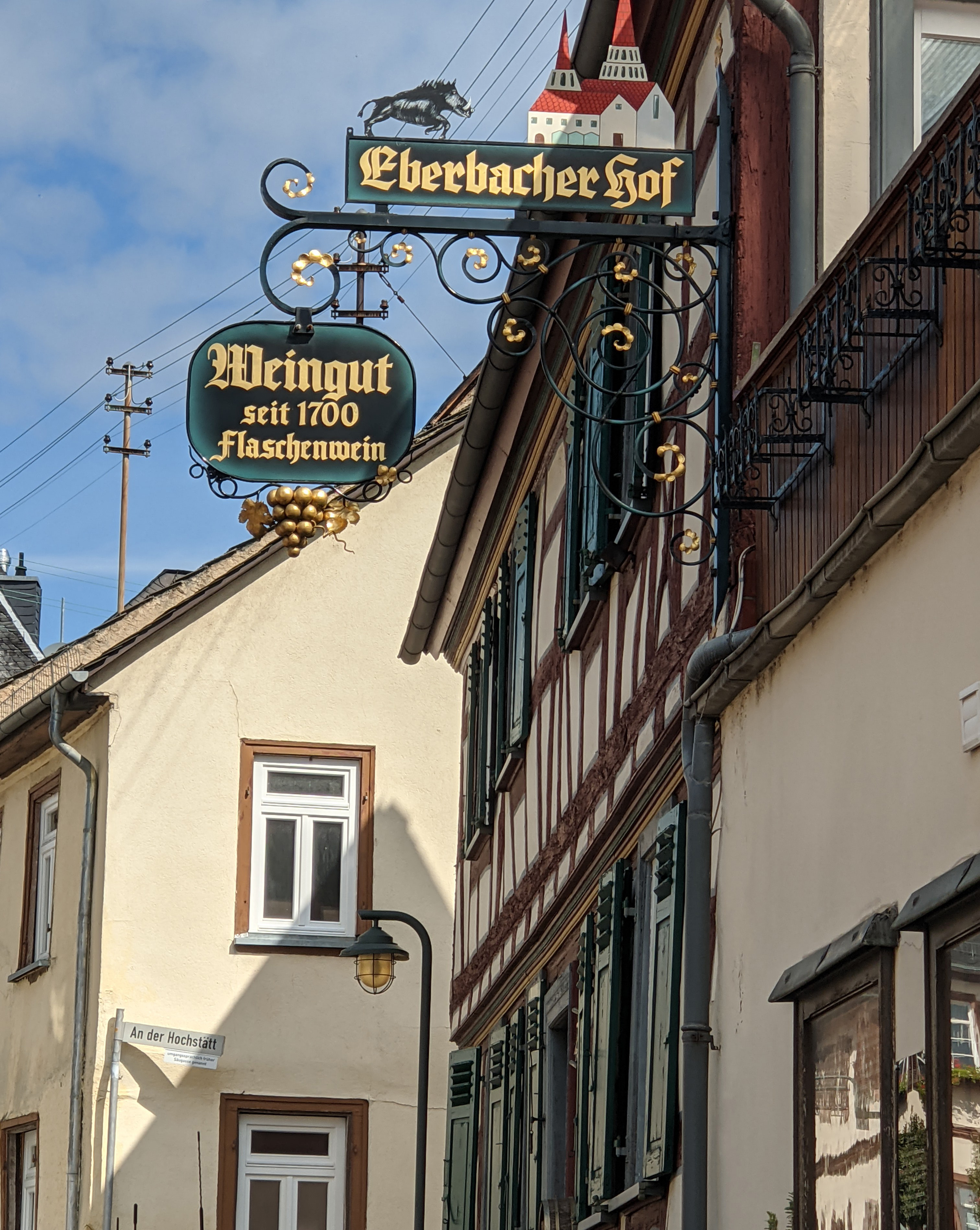
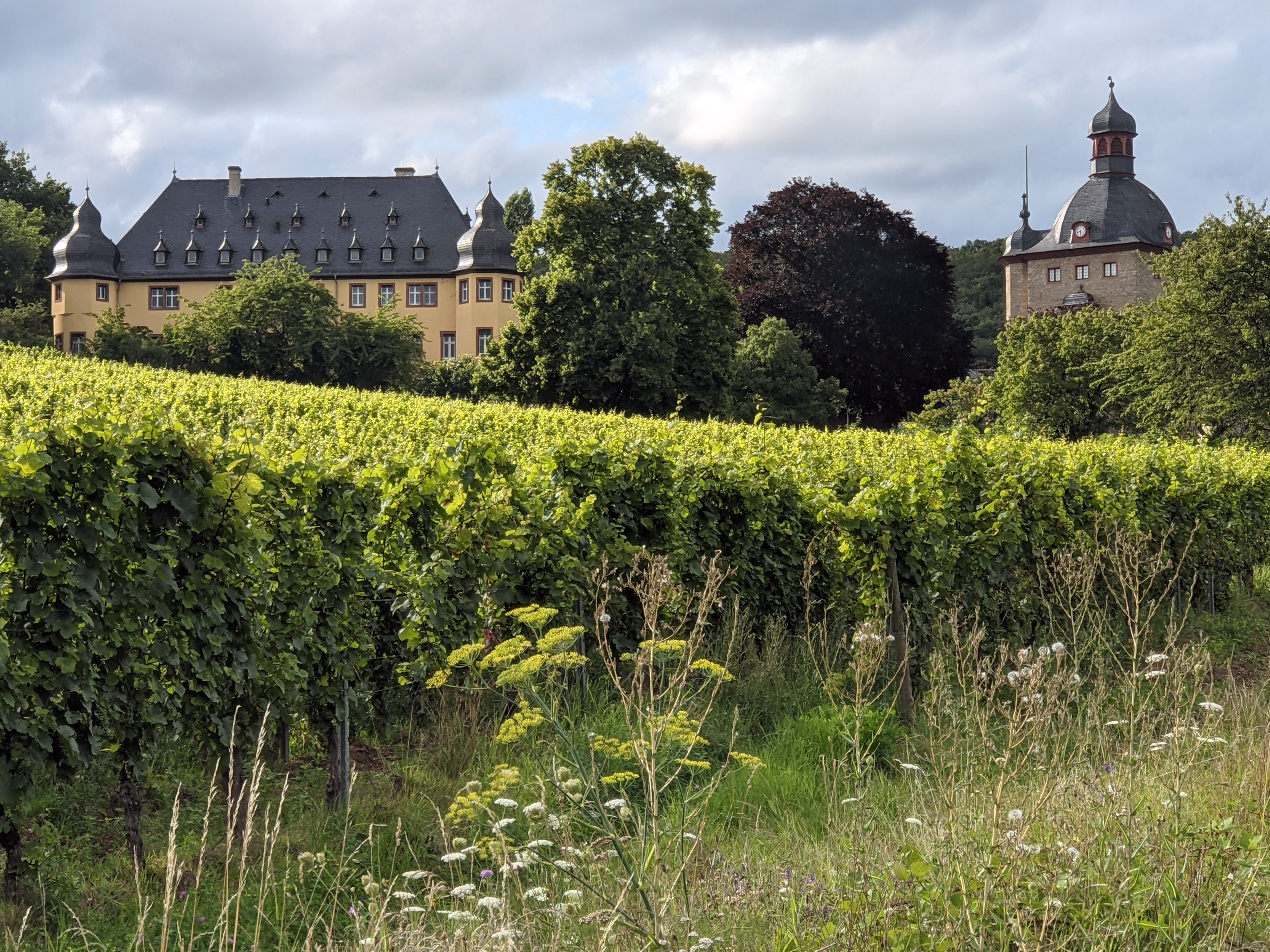